# Principado de Salm
El Principado de Salm fue un efímero estado clientelar de la Francia napoleónica localizado en Westfalia.

## Historia
Salm fue creado en 1802 como estado del Sacro Imperio Romano Germánico con el propósito de compensar a los príncipes de Salm-Kyrburg y Salm-Salm, que habían perdidos sus estados en favor de Francia en 1793-1795. El territorio del nuevo principado fue formalmente asignado por el Reichsdeputationshauptschluss de 1803. El nuevo territorio no estaba cerca de la mayoría de los viejos territorios de los príncipes, pero en su lugar ampliaba el Condado de Anholt, que había sido una posesión menor del príncipe de Salm-Salm. La mayoría del territorio fue tomado del disuelto obispado de Münster.
El Principado de Salm fue gobernado conjuntamente por los príncipes de Salm-Kyrburg y Salm-Salm, el Príncipe Federico IV de Salm-Kyrburg, y el Príncipe Constantino de Salm-Salm; cada línea tenía iguales derechos soberanos, pero ninguno tenía territorios separados. Salm se hizo independiente y se unió a la Confederación del Rin en 1806. Fue anexionado por Francia en 1811. Su territorio fue entregado a Prusia por el Congreso de Viena en 1815; se convirtió en la parte más occidental de la provincia prusiana de Westfalia. En 1871, el Imperio alemán usó una bandera idéntica a la tricolor de Salm.

## Geografía
La capital de Salm fue Bocholt. Salm tenía una superficie de unos 1760 km² y una población de unos 59.000 habitantes. Cubría aproximadamente la misma área que el presente distrito de Borken.